# Adam Lindsay Gordon
Pour les articles homonymes, voir Gordon.
Adam Lindsay Gordon, (19 octobre 1833 - 24 juin 1870) était un poète, jockey et homme politique australien célèbre au XIXe siècle. Auteur des ballades de la vitalité et de poésies imitant les styles romantique et victorien, il est commémoré au Coin des poètes, à l'Abbaye de Westminster.

## Publications
- The Sick Stockrider (1870)
- The Swimmer (c. 1881)
- A Song of Autumn